# 有馬圭亮
有馬 圭亮（ありま けいすけ、1989年 - ）は、日本のピアニスト。

## 来歴
1989年に大阪府大阪市に生まれ、4歳からピアノの演奏を始める。大阪教育大学在学中に、右手に局所性ジストニアを発症。今後のピアノ演奏を模索する中、「左手のピアニスト」として知られる智内威雄に出会い、師事する。自らでも左手での演奏を始める傍ら、左手演奏を教える教育活動や、片手用に作曲・編曲された曲集の出版など「左手のアーカイブプロジェクト」の取り組みを進めている。
2015年3月に大阪教育大学大学院教育研究科芸術文化専攻を修了。
2018年11月に大阪府箕面市で開催された世界初の左手のピアノ国際コンクール「第1回 ウィトゲンシュタイン左手のピアノ国際コンクール」を主催団体の一員として成功に導く。
箕面市にて片手演奏の研究所「ワンハンドピアノレッスン」の講師を務める。生徒には脳出血を患った落語家の桂む雀などがいる
。現在一般社団法人「ワンハンドピアノミュージック」の理事。鍵盤ハーモニカのアンサンブルを行う「ケンフィル」代表。
好物はウナギ。